# 日下部五朗
日下部 五朗（くさかべ ごろう、1934年7月23日 - 2020年2月7日）は、日本の映画プロデューサー。
岐阜県出身。

## 人物
早稲田大学卒業後、1957年に東映に入社。映画『現代任侠史』『日本の首領シリーズ』などをプロデュースした。1996年、映画『藏』で日本アカデミー賞 特別賞企画賞を受賞。また、映画『楢山節考』（監督：今村昌平）でパルム・ドールを受賞。2020年、腎不全により京都府で没した。
製作総指揮を務めた『鬼龍院花子の生涯』に関しては、企画を東映に持ち込んだ梶芽衣子から批判されている。梶は『オール讀物』の連載「自伝 梶芽衣子」2017年8月号で「間違った情報がまるで事実であるかのように世間に広がっているので、野放しにできない」と初めてその経緯を話し、この日下部の話は事実無根で、日下部は自身（梶）の企画を横取りした卑劣な人間と批判している。日下部は著書『シネマの極道』の中で「梶芽衣子さんが『日下部さん、これを読んでくれない？』と原作を持ってきた」、「梶が主演した1974年の『ジーンズブルース 明日なき無頼派』以来、梶とは交諠を結んでいた」とも話しているが、梶は「私が出演した作品にプロデューサーとして日下部さんの名前が入っていることはありましたが、現場でお会いしてお話したことのない、まったく存じ上げない方」という。梶は「鬼龍院花子の生涯」の原作を書店で読んで感銘を受け、映画化に向けての具体的なプランを進めて、シノプシスをマネージャーにまとめさせて企画書を作成。「女囚さそりシリーズ」の降板問題で東映には迷惑をかけたこともあり、「恩返しが出来るかもしれない」と東映の奈村協に企画を持ち込んだ。ところがなかなか返事が来ず、東映がダメなら独立プロで製作してもいいと思い始めた頃、東映が『鬼龍院花子の生涯』の映画化を発表した。企画者他、梶の名前は全くなく、寝耳に水の話に呆然の梶に奈村から電話があり、「（主人公以外の）ほかの役ならどれでもいいって、（日下部）五朗ちゃんが言っている」と伝えられた（日下部本人からの打診はなし）。「これがあなた方のやり方なのですね」と何の後ろ盾もない梶にはどうすることもできず電話を切った。映画は大ヒットし、東映は宮尾登美子作品を立て続けに製作し一時代を築いた。後になって日下部が謝りたいと言っていると東映の関係者から連絡があり、梶は気乗りはしなかったが、顔を立ててくれと頼まれて、指定された店に出向くが、日下部はニタニタしているだけで謝罪は一切なかった。二軒目の店でも同じで別れ際になって初めて日下部が口を開き、「まあ、今回はいろいろあったけど、水に流してよ」と言いながら、梶の膝の辺りを軽くたたき、梶はその手を払いのけてその場を去った。日下部と間近に接したのはこれ一回きりで、その後は撮影所で会っても日下部が梶を見ると逃げる状況になったという。

## 著書
- 『シネマの極道 映画プロデューサー一代』新潮社、2012年、新潮文庫、2015年。ISBN 9784101202365
- 『健さんと文太 映画プロデューサーの仕事論』光文社新書、2015年。ISBN 9784334038977